# 豆盧通
豆盧 通（とうろ つう、539年 - 597年）は、中国の北周から隋にかけての軍人。またの名を会ともいう。字は平東。本貫は昌黎郡徒河県。豆盧勣の弟。

## 経歴
豆盧永恩（豆盧寧の弟）の子として生まれた。北周のとき、父の功績により臨貞県侯の爵位を受けた。まもなく大都督に任ぜられ、儀同三司に転じた。大冢宰宇文護に召し出されてその親衛の兵を率い、沃野県公に改封された。後に開府儀同三司の位を加えられ、武賁中大夫・北徐州刺史を歴任した。
580年、楊堅が丞相となり、尉遅迥が乱を起こすと、尉遅迥の任じた莒州刺史の烏丸尼が兵を率いて攻めてきたので、豆盧通はこれを迎え撃って破った。位は大将軍に進んだ。
581年、隋が建国されると、爵位は南陳郡公に進んだ。まもなく召されて入朝し、本官のまま宿衛をつかさどった。1年あまりして、定州刺史として出向した。後に相州刺史に転じた。文帝（楊堅）の妹の昌楽長公主を妻とした。夏州総管・洪州総管を歴任し、善政で知られた。597年、在官のまま死去した。享年は59。諡を安といった。
子に豆盧寛があった。

## 伝記資料
- 『隋書』巻39 列伝第4
- 『北史』巻68 列伝第56